# Солонина, Андрей Андреевич
Андрей Андреевич Солонина (1872 — ?) — русский и советский учёный-артиллерист и педагог в области химии, генерал-майор, ординарный профессор Михайловской военной артиллерийской академии, Артиллерийской военной академии РККА и  Военно-технической академии РККА им. Ф. Э. Дзержинского. Член Русского физико-химического общества.

## Биография
В службу вступил в 1891 году после окончания Александровского кадетского корпуса. В 1892 году после окончания Михайловского артиллерийского училища по I разряду с отличием произведён в  подпоручики и выпущен в Кронштадтскую крепостную артиллерию. В 1896 году произведён в поручики.
В 1899 году после окончания  Михайловской артиллерийской академии по I разряду произведён в штабс-капитаны с переводом в гвардию, производством в поручики гвардии и назначен репетитором МАА и МАУ. В 1900 году произведён в штабс-капитаны гвардии, в 1904 году в капитаны гвардии. 
С 1905 года штатный преподаватель МАУ, с 1909 года после защиты первой диссертации назначен штатным преподавателем МАА, параллельно с преподавательской деятельностью в 1910 году назначен постоянным членом Артиллерийского комитета и старшим химиком Комиссии по применению взрывчатых веществ к снаряжению снарядов при Главном артиллерийском управлении. В 1910 году произведён в полковники гвардии.  
В 1911 году после защиты второй диссертации назначен экстраординарным профессором МАА. В 1915 году назначен ординарным профессором МАА с оставлением в  занимаемых должностях.  В 1917 году "за отличие по службе" произведён в генерал-майоры.
После Октябрьской революции перешёл на службу в РККА — старший преподаватель Артиллерийской военной академии РККА и Военно-технической академии им. Ф. Э. Дзержинского. 18 октября 1930 года осуждён на 10 лет ИТЛ по Делу «Весна», был освобождён в 1936 году. На 1939 год был утверждён в учёном звании доктор химических наук и в звании профессора Химико-технологического института в городе Рубежное.